# Фок (син Еака)
Фок (грец. Φώκος) — син Еака (варіант: Посейдона) і німфи Псамати; епонім Фокіди.
Фока вбили його брати Теламон і Пелей, які за цей злочин були вигнані з країни.